# United States Coast Guard Academy
De United States Coast Guard Academy (USCGA) is een Amerikaanse militaire academie van de United States Coast Guard, gelokaliseerd in New London, Connecticut. De school werd opgericht in 1876.
Momenteel studeren zo'n duizend studenten aan de academie.